# Евстати Маринов
Евстати Иванов Маринов е български художник.

## Биография
Роден е на 6 март 1950 г. в село Кошава, област Видин. Отраства в Русе, където получава и първите си уроци по рисуване в школата на известния педагог и живописец Кирил Станчев. Висшето си образование завършва във Великотърновския университет „Св. св. Кирил и Методий“, специалност „Живопис“ в ателието на Янаки Манасиев, проф. Александър Терзиев и проф. Георги Костов през 1980 г. и се завръща в родния Видин.
Уредник е в Художествена галерия „Никола Петров“, учител по изобразително изкуство, ръководител на школа „Паскин“ при Окръжния младежки дом и художник на свободна практика. Избиран е за общински съветник и е един от инициаторите за поставяне на бюст паметника на Жул Паскин. През 2005 г. се премества да живее и работи в Русе.
В творчеството си е привърженик на модерния и свободен изказ. За основно средство за себеизразяване приема деформацията, чрез която постига пределна психологическа дълбочина. Център на изображението е човека и преди всичко жената. В портретите-гротески, които създава, акцентира преди всичко на състояния и настроения, като ги превръща чрез специфична типажност и характерност в привлекателни и интригуващи образи. Материалността на обемите е забулена и почти се разлива в пространството. Работи в много жанрове и стилове – живопис, пастел, акварел, рисунка – туш и въглен, графито, пластика, скулптура. Сред най-популярните му картини са – „Цветя на слънцето“, „Ветрилото“, „Пътят на прозрението“, Голгота“, „Крепостта“, „Пес“ и др. Впечатляващи са и монументалните му проекти – „Музика“, „Танц“/1995/ и „Празник“/2004/.
Умира на 20 януари 2022 г.

## Награди
Носител е на редица награди между които I награда за живопис, на „Първият национален конкурс за живопис и скулптура – Габрово 1999“; Награда за скулптурата „Дух и догма“ (Конкурс на тема „Разпятието“ – Видин 1998).